# Tang Muhan
Pour les articles homonymes, voir Tang.
Tang Muhan (en chinois : 汤慕涵) est une nageuse chinoise née le 4 septembre 2003 à Shenzhen.
Elle a remporté la médaille d'or du relais 4 × 200 m nage libre féminin aux Jeux olympiques d'été de 2020 à Tokyo.